# Рожич Врх
Рожич Врх (словен. Rožič Vrh) — поселення в общині Чрномель, Південно-Східна Словенія, Словенія. Висота над рівнем моря: 310,9 м.